# Roccagiovine
Roccagiovine ist eine Gemeinde in der Metropolitanstadt Rom in der italienischen Region Latium mit 243 Einwohnern (Stand 31. Dezember 2023). Sie liegt 52 km nordöstlich von Rom. Der Name leitet sich vom lateinischen Arx Iunionis, Burg (italienisch = Rocca) der Juno, her.

## Geographie
Roccagiovine liegt im Naturpark der Monti Lucretili. Es ist Mitglied der Comunità Montana Valle dell’Aniene.

## Bevölkerung
| 1871 | 1901 | 1921 | 1951 | 1971 | 1991 | 2001 |
| ---- | ---- | ---- | ---- | ---- | ---- | ---- |
| 499  | 504  | 443  | 393  | 253  | 272  | 297  |

## Politik
Marco Bernardi (Lista Civica: Proviamoci Insieme) wurde mit der Wahl am 10. Juni 2018 als Bürgermeister wiedergewählt.

## Partnerschaften
Seit 1993 unterhält Roccagiovine eine Partnerschaft mit der Gemeinde Dampierre-lès-Conflans in der französischen Region Franche-Comté.